# 처녀자리 QS b
처녀자리 QS b는 지구로부터 처녀자리 방향으로 약 156광년 떨어진 곳에 있는, 백색 왜성과 적색 왜성으로 이루어진 근접쌍성 주위를 돌고 있는 쌍성주위 행성이다. 이 행성의 질량은 최소 목성의 6.4배이며 쌍성 주위를 7.86년에 한 바퀴 돈다. 쌍성과 행성 사이 거리는 4.2 천문단위이다. 다만 다른 외계 행성들과는 달리 이 행성의 이심률은 정확히 밝혀지지 않았다. 2009년 11월 13일 중국 윈난 천문대에서 Qian 연구진이 변광성 타이밍법을 활용, 이 천체를 발견했다.

## 같이 보기
- 알골
- 처녀자리 HW